# Andreas Müller (orientaliste)
Pour les articles homonymes, voir Müller.
Andreas Müller ou André Müller Greiffenhag est un orientaliste allemand, né à Greifenhagen (Poméranie) en 1630 et mort à Stettin en 1694. 
Il remplit les fonctions pastorales à Kœnigsberg, puis à Treptow. De là, il passa en Angleterre, où il resta dix ans et collabora très activement à la nouvelle édition de la Bible polyglotte, préparée par Walton et Castell. 
À son retour en Allemagne, il fut pasteur à Bernow, prévôt de l’Église de Berlin, puis, pour s’adonner entièrement à des études sur les langues orientales, il se retira à Stettin. N’ayant pu trouver l’argent nécessaire pour publier un ouvrage destiné à faciliter la lecture des caractères chinois, de dépit il jeta au feu son ouvrage et tous ses manuscrits, qui contenaient certainement des notes précieuses. Désormais, il n’eut plus qu’une passion, celle du jeu des quilles.

## Œuvres
On a de lui : 
- Excerpta manuscripti cujusdam turcici quod de cognitione Dei et hominis a quodam Azizi Vesephæo tartaro scriptum est, cum versione latina (Cologne et Berlin, 1665, in-4°) ;
- Symbolæ syriacæ, sive epistolæ duæ de rebus syriacis (Berlin, 1673, in-4°) ;
- Marci Pauli Veneti, ... De regionibus orientalibus libri III, Berlin, 1671 (en ligne).
- Instruction sur l’écriture chinoise (Wittemberg, 1681, in-8°);
- Glossarium sacrum, hoc est vocum peregrinarum quæ in Vetere Testamento occurrunt expositio (Francfort, 1690, in-8°) ;
- Opuscula nonnulla orientalia (Francfort, 1695, in-4°) ;
- Hebdomas observationum sinicarum (Berlin, 1674, in-4°);
- Speciminum sinicorum decimæ de decimis (1685, in-fol.);
- Alphabeta diversarum linguarum, pene septuaginta, tum et versiones Orationis dominicæ prope centum (Berlin, 1703, in-4°), etc.

## Source
« Andreas Müller (orientaliste) », dans Pierre Larousse, Grand dictionnaire universel du XIXe siècle, Paris, Administration du grand dictionnaire universel, 15 vol., 1863-1890 [détail des éditions].